# Illuminant

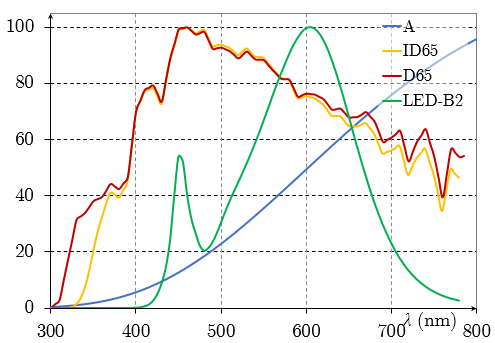
Exemples d'illuminants CIE : A, D65, ID65 et LED-B2.

En colorimétrie, un illuminant est une source lumineuse qui éclaire un objet dont on souhaite évaluer la couleur,. Le plus souvent fictive, sa répartition spectrale relative d'énergie est définie par pas régulier de longueur d'onde dans le domaine du visible,. Plusieurs illuminants ont été normalisés par la Commission internationale de l'éclairage (CIE) à des fins d'harmonisation. La réalisation de sources réelles reproduisant les illuminants n'est pas toujours nécessaire ; elle s'impose toutefois si l'on souhaite comparer les calculs et les observations visuelles. Dans les domaines de l'analyse d'image ou de l'audiovisuel, les illuminants normalisés sont utilisés pour définir le blanc de référence ou le point blanc.

## Illuminants de la CIE
La Commission internationale de l'éclairage (CIE) définit et publie les caractéristiques spectrales des illuminants normalisés. Chacun porte un nom constitué d'une lettre ou d'une combinaison d'une lettre avec des chiffres. Certains d'entre eux sont aujourd'hui obsolètes.
- Les illuminants A, B et C ont été introduits en 1931 avec pour but de représenter respectivement la lumière moyenne d'une lampe à incandescence, la lumière directe du soleil et la lumière du jour.
- Les illuminants D remplacent les illuminants B et C depuis 1963[2] pour décrire la lumière naturelle selon sa température de couleur proximale, à la suite d'une amélioration de l'évaluation de la répartition spectrale.
- Les illuminants ID représentent les lumières du jour en intérieur.
- L'illuminant E est l'illuminant d'énergie égale (ou équi-énergétique).
- Les illuminants FL représentent diverses lampes fluorescentes de compositions variées.
- Les illuminants HP représentent des lampes à décharge à haute pression (lampes au sodium et lampes aux halogénures métalliques).
- Les illuminants LED représentent des lampes à LEDs.

### Illuminant A

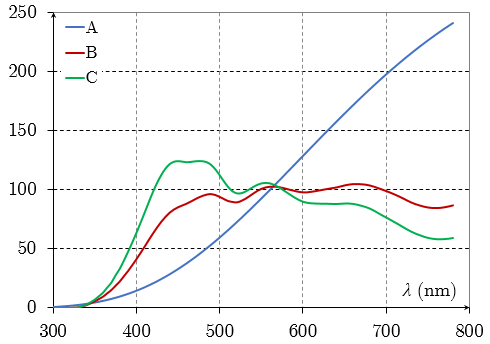
Répartition spectrale relative d'énergie des illuminants A, B et C.

La CIE définit l'illuminant A en ces termes :

« L’illuminant normalisé A de la CIE est représentatif de l’éclairage à incandescence avec filament de tungstène. Sa répartition spectrale relative d’énergie est celle d’un radiateur de Planck à une température voisine de 2 855,5 K. Il convient d’utiliser l’illuminant normalisé A de la CIE dans toutes les applications colorimétriques nécessitant l’emploi d’un éclairage intérieur à incandescence, à moins qu’il n’y ait des raisons précises de recourir à un illuminant différent. L’illuminant normalisé A de la CIE est utilisé en photométrie comme spectre de référence primaire pour l’étalonnage des dispositifs photométriques. »

— ISO/CIE 11664-2, p. v : Colorimétrie — Partie 2 : Illuminants CIE normalisés.
Dans le système colorimétrique CIE XYZ, les composantes trichromatiques sont (X,Y,Z)=  (109,85 ; 100,00 ; 35,58) si elles sont normalisées à 100 pour la luminance Y, et les coordonnées chromatiques sont (x,y) = (0,447 58 ; 0,407 45).
Le rayonnement spectral d'un corps noir, ici nommé radiateur de Planck, suit la loi de Planck :
{\displaystyle M_{e}(\lambda ,T)={\frac {c_{1}\lambda ^{-5}}{\exp \left({\frac {c_{2}}{\lambda T}}\right)-1}}},
- où {\displaystyle M_{e}} est la densité spectrale d'exitance énergétique du corps noir,
- avec {\displaystyle c_{1}=2\pi hc^{2}} et {\displaystyle c_{2}=hc/k_{\mathrm {B} }} où {\displaystyle c} est la vitesse de la lumière dans le vide, {\displaystyle h} la constante de Planck et {\displaystyle k_{\mathrm {B} }} la constante de Boltzmann.

À l'époque de la normalisation de l'illuminant A, en 1931, la valeur de {\displaystyle c_{2}} était estimée à 0,014 35 m K. Elle fut corrigée en 1968, on lui attribue depuis la valeur de 0,014 388 m K,, ce qui n'affecte pas la répartition spectrale. Cette différence modifia la température de couleur, passant la température de l'illuminant A des 2 848 K nominaux à 2 856 K :
{\displaystyle T_{\text{nouveau}}=T_{\text{ancien}}\times {\frac {1.4388}{1.435}}=2848\times 1.002648=2855.54\ {\text{K}}}.
Pour éviter d'autres modifications de la température de couleur, la CIE spécifie dorénavant la répartition spectrale relative d'énergie directement, s'appuyant sur la valeur originale de 1931 de c2, : 
{\displaystyle S_{A}(\lambda )=100\left({\frac {560}{\lambda }}\right)^{\!5}{\frac {\exp {\frac {1.435\times 10^{7}}{2848\times 560}}-1}{\exp {\frac {1.435\times 10^{7}}{2848\ \lambda }}-1}}}.
Les coefficients ont été sélectionnés pour obtenir une valeur maximale de 100 pour une longueur d'onde de 560 nm. 

### Illuminants B et C
Les illuminants B et C, aujourd'hui obsolètes, sont des simulateurs de lumière du jour. L'illuminant B servait à représenter la lumière du soleil direct à midi, avec une température de couleur proximale de 4 874 K, alors que l'illuminant C représentait une lumière du jour moyenne avec une température de couleur proximale de 6 774 K. Ils sont aujourd'hui remplacés par les illuminants de la série D.

« L'illuminant C n'a pas le statut de standard de la CIE mais sa distribution spectrale relative de puissance, ses valeurs de tristimulus et ses coordonnées chromatiques sont données table T.1 et table T.3, étant donné que plusieurs instruments et calculs emploient encore cette illuminant. »

— CIE 015:2004, p. 4
Les composantes trichromatiques de l'illuminant C sont (X,Y,Z) = (98,07 ; 100,00 ; 118,22) si elles sont normalisées à 100 pour la luminance Y, et les coordonnées chromatiques sont (x,y) = (0,310 06 ; 0,316 16).
Les illuminants B et C peuvent être obtenus en pratique à partir de l'illuminant A et en utilisant des filtres liquides bleus. Ces filtres liquides que Raymond Davis Jr. et Kasson S. Gibson ont mis au point en 1931 ont une absorbance relativement élevée dans l'extrémité rouge du spectre, augmentant efficacement la température de couleur proximale des gaz d'éclairage jusqu'aux niveaux de celle de la lumière du jour. Chaque filtre est composé de deux solutions, chacune contenant des doses spécifiques d'eau distillée, de sulfate de cuivre, de mannite, de pyridine, d'acide sulfurique, de cobalt et de sulfate d'ammonium. Les solutions sont séparées par une feuille de verre. La quantité de chaque composant est choisie avec soin pour que leur combinaison donne un filtre correcteur de température de couleur.

### Illuminants D

répartition spectrale relative d'énergie d'énergie d'énergie de l'illuminant D ainsi que la courbe d'un corps noir à la même température de couleur (en rouge), normalisé autour de 560nm.

La série D d'illuminants est construite pour représenter la lumière naturelle du jour.
Ces illuminants sont difficiles à produire artificiellement ; la CIE fournit une mesure nommée indice de métamérisme servant à rendre compte de la qualité du simulateur de lumière du jour. L'illuminant D65, de température de couleur proximale proche de 6 500 K et de coordonnées chromatiques (x,y) = (0,312 72 ; 0,329 03), est plus important que les autres à cause de son utilisation dans de nombreuses applications industrielles conformément aux préconisations de la CIE :

« L’illuminant normalisé D65 de la CIE est représentatif d’une lumière du jour moyenne ayant une température de couleur proximale d’environ 6 500 K. Il convient d’utiliser l’illuminant normalisé D65 de la CIE dans tous les calculs colorimétriques nécessitant l’emploi d’une lumière du jour extérieure caractéristique, à moins qu’il n’y ait des raisons précises de recourir à une répartition spectrale d’énergie différente. »

— ISO/CIE 11664-2 2022, p. v.
Les tables de répartition spectrale relative d'énergie des illuminants D50, D55, D65, et D75 sont publiées, mais une méthode présentée plus loin permet de la calculer pour n'importe quelle température de couleur proximale. 

#### Calcul des coordonnées d'un illuminant

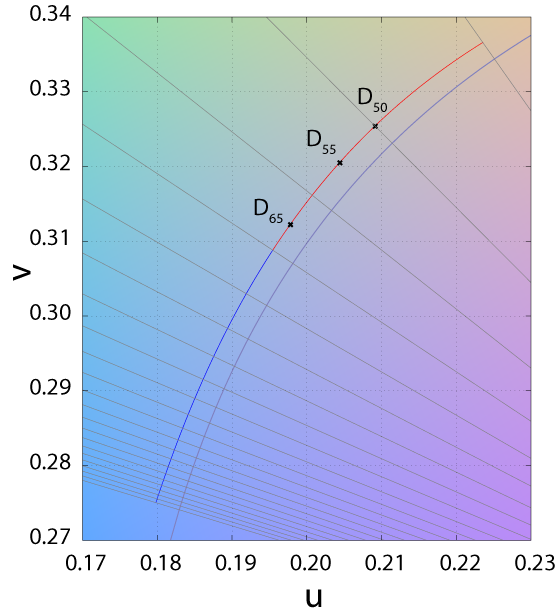
Lieu des illuminants D.

Les coordonnées chromatiques dans le système CIE XYZ se calculent à partir de la température de couleur T :
{\displaystyle x_{D}={\begin{cases}0.244063+0.09911{\frac {10^{3}}{T}}+2.9678{\frac {10^{6}}{T^{2}}}-4.6070{\frac {10^{9}}{T^{3}}}&4000K\leq T\leq 7000K\\0.237040+0.24748{\frac {10^{3}}{T}}+1.9018{\frac {10^{6}}{T^{2}}}-2.0064{\frac {10^{9}}{T^{3}}}&7000K<T\leq 25000K\end{cases}}},
{\displaystyle y_{D}=-3.000x_{D}^{2}+2.870x_{D}-0.275}
Dans le diagramme de chromaticité uv (CIE UVW 1960), les isothermes sont perpendiculaires au lieu planckien. Les deux parties du lieu des illuminants D, de 4 000 à 7 000 K et 7 000 à 25 000 K, sont représentées en couleur. Les deux courbes sont séparées par une distance égale à ΔCuv = 0,003.

#### Calcul des tables d'un illuminant

Répartition spectrale S_{0}(λ) (bleu), S_{1}(λ) (vert), S_{2}(λ) (rouge).

La répartition spectrale relative d'énergie {\displaystyle S_{D}(\lambda )} des illuminants de série D peut être dérivée de ses coordonnées chromatiques dans le système CIE XYZ, {\displaystyle (x_{D},y_{D})},. Elle se calcule par combinaison linéaire de trois tables de répartition spectrale normalisées {\displaystyle S_{0}(\lambda ),S_{1}(\lambda ),S_{2}(\lambda )} :
{\displaystyle S_{D}(\lambda )=S_{0}(\lambda )+M_{1}S_{1}(\lambda )+M_{2}S_{2}(\lambda )},
avec
{\displaystyle M_{1}={\frac {-1{,}3515-1{,}7703\ x_{D}+5{,}9114\ y_{D}}{0{,}0241+0{,}2562\ x_{D}-0{,}7341\ y_{D}}}},
{\displaystyle M_{2}={\frac {0{,}03000-31{,}4424\ x_{D}+30{,}0717\ y_{D}}{0{,}0241+0{,}2562\ x_{D}-0{,}7341\ y_{D}}}}
S1 et S2 sont toutes les deux nulles à 560 nm, puisque toutes les répartitions spectrales ont été normalisées autour de ce point.

#### Historique

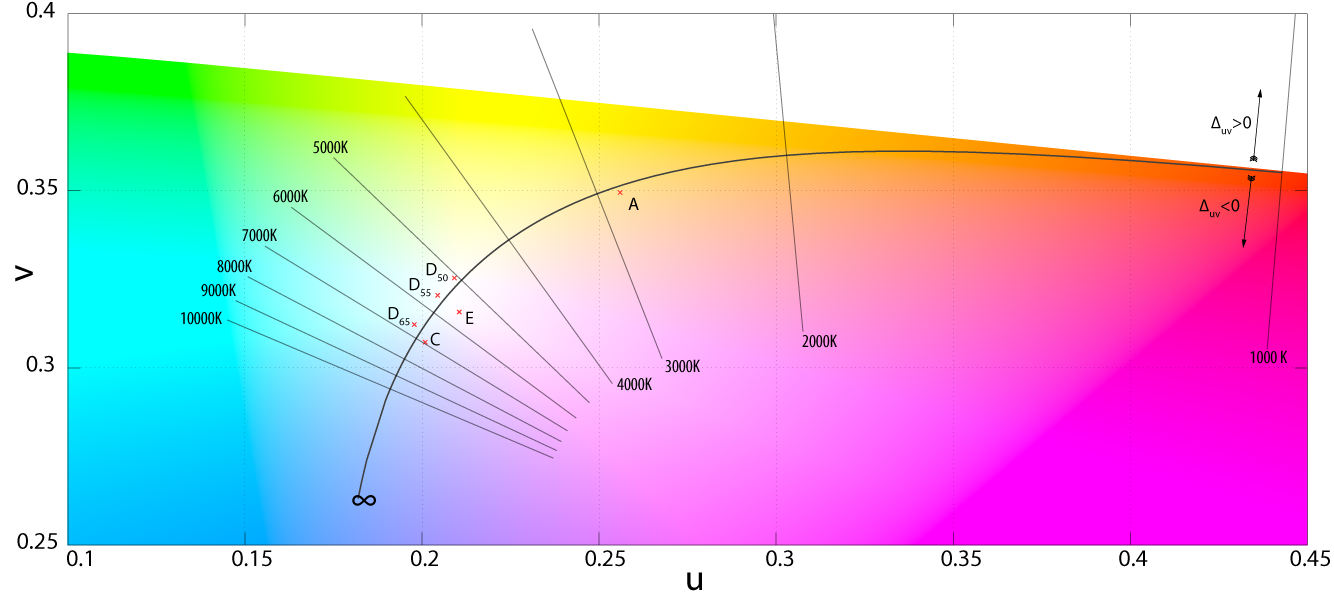
Les figures de Kelly représentent les lignes de température de couleur proximales constante sur le diagramme de chromaticité (u,v) de l'espace colorimétrique CIE UVW 1960.

H. W. Budde du National Research Council of Canada à Ottawa, H. R. Condit et F. Grum de la Eastman Kodak Company à Rochester, New York, et S. T. Henderson et D. Hodgkiss de Thorn Electrical Industries à Enfield avaient indépendamment mesuré la répartition spectrale relative d'énergie de la lumière du jour entre 330 et 700 nm, comptabilisant à eux tous 622 échantillons. Judd et ses confrères calculèrent les coordonnées chromatiques (x,y) correspondant à des températures de couleur proximales communément employées : 5500K, 6500K et 7500K et découvrirent qu'une fonction quadratique permet de les approcher. Ils étendirent ensuite la répartition spectrale relative d'énergie reconstruite à la plage 300-330 nm et 700-830 nm en utilisant les données sur l'absorbance spectrale de l'atmosphère terrestre de Moon. Pour d'autres températures de couleur, il fallait employer les figures de Kelly.
Simonds supervisa l'analyse en composantes principales des répartitions spectrales relatives d'énergie,. L'application de sa méthode révéla que les répartitions spectrales relatives d'énergie peuvent être approximées de façon satisfaisante en utilisant la moyenne (S0) et les deux premières composantes principales (S1 et S2). La combinaison linéaire de ces trois répartitions spectrales relatives d'énergie donne celle d'une variété de lumière du jour. La première, S0, est la moyenne de toutes les répartitions spectrales relatives d'énergie des échantillons. S1 correspond à une variation jaune–bleu, représentant les changements dans la température de couleur corrélée dus à la présence ou non de nuages ou de lumière directe du soleil. S2 correspond à une variation rose-vert causée par la présence d'eau sous forme de vapeur.
À partir de la température de couleur d'une lumière du jour, on pouvait dès lors calculer coordonnées (x,y) de son point représentatif dans le diagramme de chromaticité, et, de là, construire une table de distribution spectrale relative de puissance.
Le rapport de la CIE formalisant les illuminants D normalisa une approximation de la coordonnée x en termes de température de couleur proximale, valide entre 4 000 et 25 000 K. La coordonnée y fut ensuite déduite à partir de la relation quadratique de Judd.
Les répartitions spectrales relatives d'énergie présentées par la CIE de nos jours sont dérivées par interpolation linéaire d'un ensemble de données avec un pas de 10 nm ramenés à un pas de 5 nm. La limitation en longueur d'onde des données photométriques n'est pas un obstacle au calcul des valeurs de la CIE XYZ tristimulus, puisque pour un observateur standard ces données sont comprises uniquement entre 380 et 780nm par pas de 5 nm.
Des études similaires ont été entreprises dans d'autres parties du monde, ou répétant l'analyse de Judd et de ses confrères avec des méthodes de calcul plus modernes. Dans beaucoup de ces études, la courbe de la lumière du jour est nettement plus proche du lieu planckien que dans les travaux de Judd et de ses confrères. La définition de l'illuminant D conserve sa valeur conventionnelle

### Illuminants ID
Les illuminants ID (indoor daylight) sont utilisés pour simuler la lumière naturelle en intérieur. ID50 et ID65 ont des températures de couleur proximales qui avoisinent respectivement les 5000 K et 6500 K. Leurs répartitions spectrales d'énergie sont données dans la publication CIE 184:2009

### Illuminant E

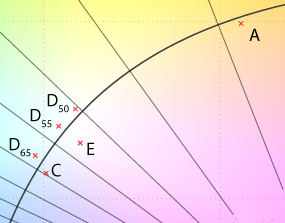
L’illuminant E est en dessous du lieu planckien, et grossièrement isothermal avec l’illuminant D_{55}.

L’illuminant E est un radiateur à énergie égale, il a une répartition spectrale relative d'énergie constante dans le spectre visible : on parle de blanc équi-énergétique ou blanc d'égale énergie. Il est utilisé en tant que référence théorique : il a des composantes X, Y et Z égales, et ses coordonnées chromatiques sont (x,y) = (1/3,1/3). Les fonctions colorimétriques correspondantes ont en effet été normalisées de sorte que leurs intégrales sur tout le spectre du visible soient les mêmes. Sa température de couleur proximale est de 5 455 K. Les fabricants comparent parfois les sources de lumière à l’illuminant E pour calculer la pureté d’excitation.

### Illuminants FL
La CIE distingue deux séries d'illuminants FL qui représentent divers types de lumière fournies par des sources fluorescentes.
Dans la première série, on trouve douze illuminants différentes numérotés de FL1 à FL12. Les illuminants FL1 à FL6 consistent en deux émissions de semi-bandes d’émission d’antimoine et de manganèse dans de l'halophosphate de calcium. FL4 est d’un intérêt particulier puisqu’il a été utilisé pour calibrer l’indice de rendu de couleur de la CIE, de telle sorte que son IRC égale 51. Les FL7–FL9 sont des lampes fluorescentes à « bandes d’émission » (spectre complet et non de raies), réalisées avec de multiples phosphores et de hauts IRC. Les FL10–FL12 sont des illuminants tri-bandes minces consistant en trois bandes minces d’émission (causées par des compositions ternaires de phosphores de terres rares) dans les régions RGB du spectre visible. Le poids des phosphores peut être réglé pour obtenir la TCC désirée.
Dans la deuxième série, plus récente, on trouve quinze illuminants numérotés de FL3.1 à FL3.15. Les illuminants FL3.1 à FL3.3 correspondent à des lampes fluorescentes standards aux halophosphates (de même type que les illuminants FL1 à FL6). Les illuminants FL3.1 à FL3.3 correspondent à des lampes fluorescentes de type DeLuxe (proches des illuminants FL7 à FL 9). Les illuminants FL3.7 à FL3.11 correspondent à des lampes fluorescentes tri-bandes (proches des illuminants FL10 à FL12). Les illuminants FL3.12 à FL3.14 correspondent à des lampes fluorescentes multi-bandes et l'illuminant FL3.15 correspond à une lampe fluorescente qui simule le D65.
Les spectres de ces illuminants sont publiés dans la publication CIE 15:2004.

FL 1–6 : standard
FL 7–9 : bandes d’émission
FL 10–12 : tri-bandes minces

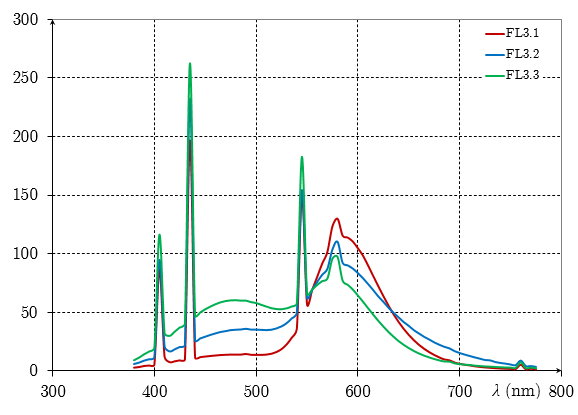
FL3.1-3 : standard
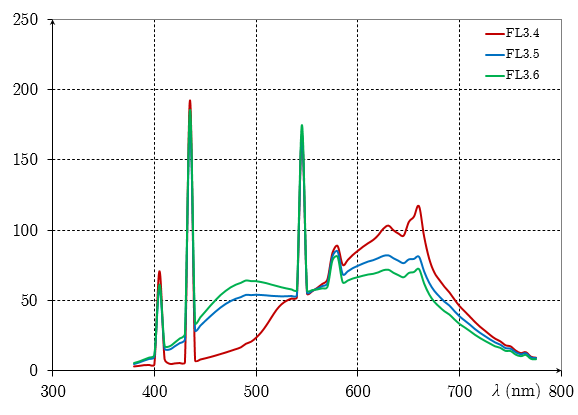
FL3.4-6 : DeLuxe
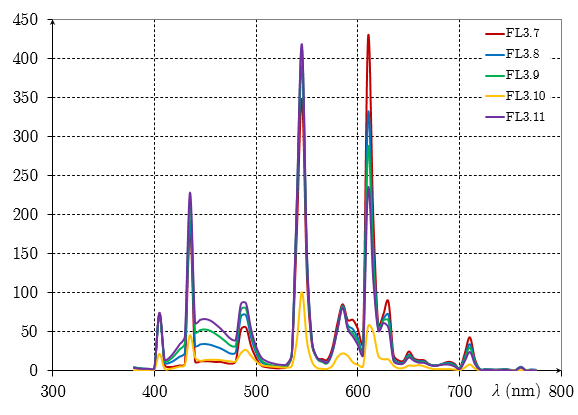
FL3.7-11 : tri-bandes minces
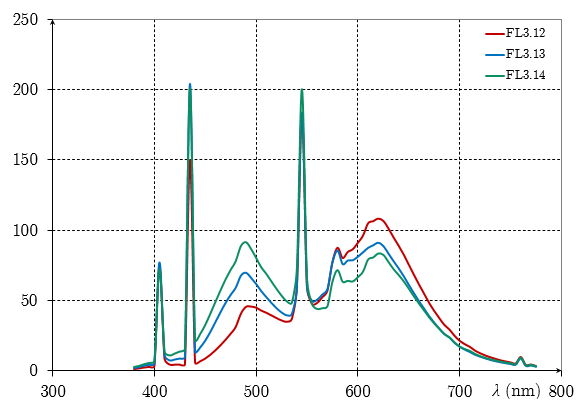
FL3.12-14.png : multi-bandes
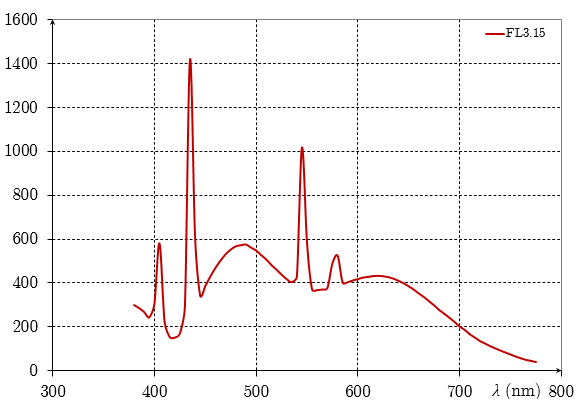
FL3.15 : simulateur D65

### Illuminants HP
Les illuminants HP sont représentatifs des lampes à décharge à haute pression : HP1 pour les lampes à vapeur de sodium haute pression standard, HP2 pour les lampes à vapeur de sodium haute pression à couleur améliorée, HP3 à HP5 pour les lampes aux halogénures métalliques. Les spectres de ces illuminants sont publiés dans la publication CIE 15:2004.

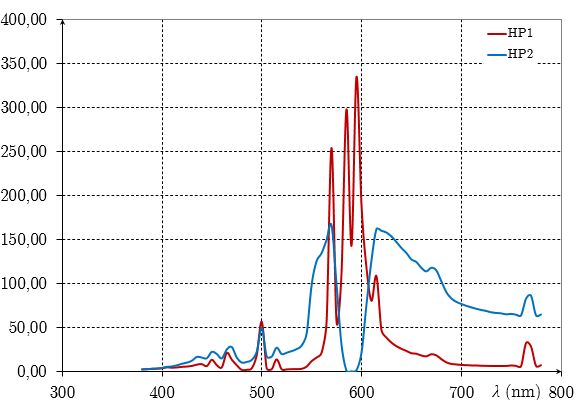
HP1 et HP2
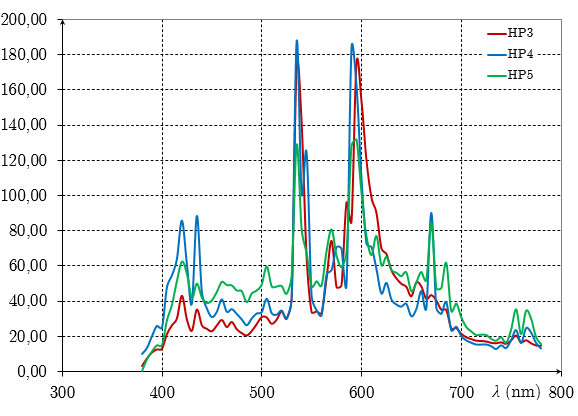
HP3 à HP5

### Illuminants LED
La publication CIE 15:2018 introduit neufs illuminants représentatifs des lampes à diodes électroluminescentes (LED). Les illuminants LED-B1 à LED-B5 correspondent à des LEDs blanches conçues à partir de LEDs bleues dont une partie est convertie en jaune par fluorescence grâce à un luminophore (nommé phosphore bien qu'il soit en réalité composé d'un assemblage complexe). Sur le même principe, les illuminants LED-V1 et LED-V2 correspondent à des LEDs blanches fabriquées à partir de LEDs violettes. L'illuminant LED-RGB1 correspondant à une lampe constituée de LEDs rouges, vertes et bleus. Enfin l'illuminant LED-BH1 correspond à des lampes hybrides constituées de LEDs bleues, dont une partie est transformée en vert par fluorescence, associées à des LEDs rouges.

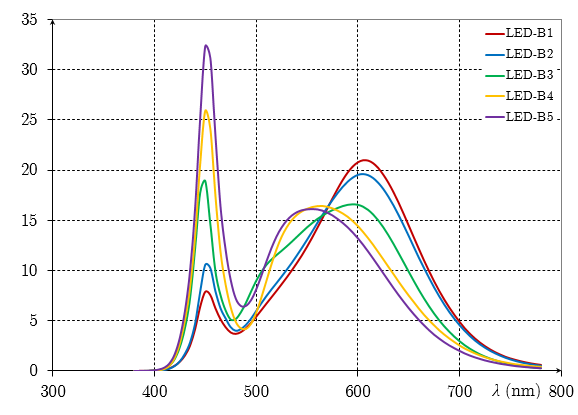
LED-B1 à B5
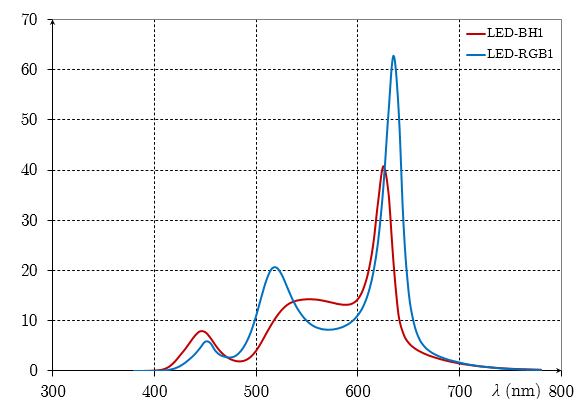
LED-BH1 et RGB1
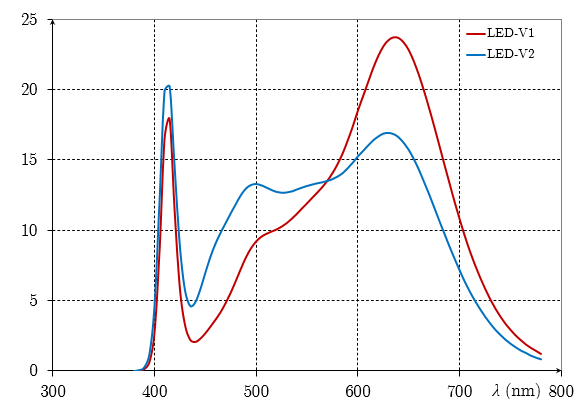
LED-V1 et V2

### Récapitulatif
| Name     | CIE XYZ 1931 2° | CIE XYZ 1931 2° | Tcp (K) | Référence                                   | Notes |
| Name     | x               | y               | Tcp (K) | Référence                                   | Notes |
| -------- | --------------- | --------------- | ------- | ------------------------------------------- | --- |
| A        | 0,44758         | 0,40745         | 2856    | NF EN ISO/CIE 11664-2 CIE 015:2004 table T3 | Lampe à incandescence                                                                                      |
| B        | 0,34842         | 0,35161         | 4874    |                                             | (périmé) Lumière solaire directe                                                                           |
| C        | 0,31006         | 0,31616         | 6774    | CIE 015:2004 table T3                       | (périmé) Lumière naturelle simulée avec les données de 1931, NTSC 1953, PAL-M                              |
| D50      | 0,34567         | 0,35851         | 5003    | NF EN ISO/CIE 11664-2 CIE 015:2004 table T3 | Profil ICC, gestion de la couleur, industrie de l'imprimerie                                               |
| D55      | 0,33243         | 0,34744         | 5503    | CIE 015:2004 table T3                       | |
| D65      | 0,31272         | 0,32903         | 6504    | NF EN ISO/CIE 11664-2 CIE 015:2004 table T3 | Lumière naturelle par temps couvert Télévision (Rec.601, Rec. 709, Rec. 2020), sRGB                        |
| D75      | 0,29903         | 0,31488         | 7504    | CIE 015:2004 table T3                       | |
| E        | 1/3             | 1/3             | 5454    | NF EN ISO/CIE 11664-1 CIE S 017             | Blanc d'égale énergie ou équiénergétique Systèmes colorimétriques CIE RGB 1931, CIE XYZ 1931, CIE UVW 1960 |
| FL1      | 0,3131          | 0,3371          | 6430    | CIE 015:2004 table T8.1                     | Source fluorescente type daylight                                                                          |
| FL2      | 0,3721          | 0,3751          | 4230    | CIE 015:2004 table T8.1                     | Source fluorescente type blanc froid                                                                       |
| FL3      | 0,4091          | 0,3941          | 3450    | CIE 015:2004 table T8.1                     | Source fluorescente type blanc                                                                             |
| FL4      | 0,4402          | 0,4031          | 2940    | CIE 015:2004 table T8.1                     | Source fluorescente type blanc chaud                                                                       |
| FL5      | 0,3138          | 0,3452          | 6350    | CIE 015:2004 table T8.1                     | Source fluorescente type daylight                                                                          |
| FL6      | 0,3779          | 0,3882          | 4150    | CIE 015:2004 table T8.1                     | Source fluorescente type blanc                                                                             |
| FL7      | 0,3129          | 0,3292          | 6500    | CIE 015:2004 table T8.1                     | Source fluorescente : simulateur D65                                                                       |
| FL8      | 0,3458          | 0,3586          | 5000    | CIE 015:2004 table T8.1                     | Source fluorescente : simulateur D50                                                                       |
| FL9      | 0,3741          | 0,3727          | 4150    | CIE 015:2004 table T8.1                     | |
| FL10     | 0,3458          | 0,3588          | 5000    | CIE 015:2004 table T8.1                     | Source fluorescente tri-bandes minces                                                                      |
| FL11     | 0,3805          | 0,3769          | 4000    | CIE 015:2004 table T8.1                     | Source fluorescente tri-bandes minces                                                                      |
| FL12     | 0,4370          | 0,4042          | 3000    | CIE 015:2004 table T8.1                     | Source fluorescente tri-bandes minces                                                                      |
| FL3.1    | 0,4407          | 0,4033          | 2932    | CIE 015:2004 table T8.2                     | Source fluorescente standard                                                                               |
| FL3.2    | 0,3808          | 0,3734          | 3965    | CIE 015:2004 table T8.2                     | Source fluorescente standard                                                                               |
| FL3.3    | 0,3153          | 0,3439          | 6280    | CIE 015:2004 table T8.2                     | Source fluorescente standard                                                                               |
| FL3.4    | 0,4429          | 0,4043          | 2904    | CIE 015:2004 table T8.2                     | Source fluorescente DeLuxe                                                                                 |
| FL3.5    | 0,3749          | 0,3672          | 4086    | CIE 015:2004 table T8.2                     | Source fluorescente DeLuxe                                                                                 |
| FL3.6    | 0,3488          | 0,3600          | 4894    | CIE 015:2004 table T8.2                     | Source fluorescente DeLuxe                                                                                 |
| FL3.7    | 0,4384          | 0,4045          | 1979    | CIE 015:2004 table T8.2                     | Source fluorescente tri-bandes minces                                                                      |
| FL3.8    | 0,3820          | 0,3832          | 4006    | CIE 015:2004 table T8.2                     | Source fluorescente tri-bandes minces                                                                      |
| FL3.9    | 0,3499          | 0,3591          | 4853    | CIE 015:2004 table T8.2                     | Source fluorescente tri-bandes minces                                                                      |
| FL3.10   | 0,3455          | 0,3560          | 5000    | CIE 015:2004 table T8.2                     | Source fluorescente tri-bandes minces                                                                      |
| FL3.11   | 0,3245          | 0,3434          | 5854    | CIE 015:2004 table T8.2                     | Source fluorescente tri-bandes minces                                                                      |
| FL3.12   | 0,4377          | 0,4037          | 2984    | CIE 015:2004 table T8.2                     | Source fluorescente multi-bandes                                                                           |
| FL3.13   | 0,3830          | 0,3724          | 3896    | CIE 015:2004 table T8.2                     | Source fluorescente multi-bandes                                                                           |
| FL3.14   | 0,3447          | 0,3609          | 5045    | CIE 015:2004 table T8.2                     | Source fluorescente multi-bandes                                                                           |
| FL3.15   | 0,3127          | 0,3288          | 6509    | CIE 015:2004 table T8.2                     | Source fluorescente : simulateur D65                                                                       |
| HP1      | 0,5330          | 0,4150          | 1959    | CIE 015:2004 table T9                       | Lampe au sodium haute pression standard                                                                    |
| HP2      | 0,4778          | 0,4158          | 2506    | CIE 015:2004 table T9                       | Lampe au sodium haute pression à couleur améliorée                                                         |
| HP3      | 0,4302          | 0,4075          | 3144    | CIE 015:2004 table T9                       | Lampe aux halogénures métalliques haute pression                                                           |
| HP4      | 0,3812          | 0,3797          | 4002    | CIE 015:2004 table T9                       | Lampe aux halogénures métalliques haute pression                                                           |
| HP5      | 0,3776          | 0,3713          | 4039    | CIE 015:2004 table T9                       | Lampe aux halogénures métalliques haute pression                                                           |
| ID50     | 0,3432          | 0,3602          | 5098    | CIE 184:2009 table 2                        | Lumière naturelle en intérieur                                                                             |
| ID65     | 0,3107          | 0,3307          | 6603    | CIE 184:2009 table 2                        | Lumière naturelle en intérieur                                                                             |
| LED-B1   | 0,4560          | 0,4078          | 2733    | CIE 015:2018 table 12.1/12.2                | LED blanche à partir de LED bleue                                                                          |
| LED-B2   | 0,4357          | 0,4012          | 2998    | CIE 015:2018 table 12.1/12.2                | LED blanche à partir de LED bleue                                                                          |
| LED-B3   | 0,3756          | 0,3723          | 4103    | CIE 015:2018 table 12.1/12.2                | LED blanche à partir de LED bleue                                                                          |
| LED-B4   | 0,3422          | 0,3502          | 5109    | CIE 015:2018 table 12.1/12.2                | LED blanche à partir de LED bleue                                                                          |
| LED-B5   | 0,3118          | 0,3236          | 6598    | CIE 015:2018 table 12.1/12.2                | LED blanche à partir de LED bleue                                                                          |
| LED-BH1  | 0,4474          | 0,4066          | 2851    | CIE 015:2018 table 12.1/12.2                | LED blanche à partir de LEDs bleue et rouge                                                                |
| LED-RGB1 | 0,4557          | 0,4211          | 2840    | CIE 015:2018 table 12.1/12.2                | LED blanche à partir de LEDs rouge verte et bleue                                                          |
| LED-V1   | 0,4560          | 0,4548          | 2724    | CIE 015:2018 table 12.1/12.2                | LED blanche à partir de LED violette                                                                       |
| LED-V2   | 0,3781          | 0,3775          | 4070    | CIE 015:2018 table 12.1/12.2                | LED blanche à partir de LED violette                                                                       |

## Point blanc
Le point blanc est la caractérisation colorimétrique du blanc dans une image. La plupart des images numériques sont étalonnés selon l'illuminant D65, qu'imposent les recommandations sRGB, Adobe RGB, Rec. 709, Rec. 2020, etc. C'est la couleur de cet illuminant que devraient reproduire les écrans quand ils affichent du blanc ou un gris neutre. Cependant, certains professionnels en prépresse privilégient le D55, plus proche de la lumière naturelle du jour, afin d'obtenir un affichage conforme au rendu imprimé.
Les fabricants de matériel d'éclairage renseignent la température de couleur proximale de leurs produits, complété d'un indice de rendu de couleur (IRC) qui évalue de l'écart colorimétrique de la lampe à celui d'un illuminant de référence, corps noir ou illuminant D, de température de couleur proximale identique.
Les films couleur argentiques lumière du jour sont équilibrés pour l'illuminant D50[réf. nécessaire] (5 000 K). C'est aussi la température de couleur de l'éclair du flash électronique.

#### Normes
- (en) CIE Technical Report, CIE 15:2004 Colorimetry, Vienne, 2004, 3e éd. (ISBN 978-3-901906-33-6, présentation en ligne)
- (en) CIE Technical Report, CIE 15:2018 Colorimetry, Vienne, 2018, 4e éd. (ISBN 978-3-902842-13-8, présentation en ligne)
- (en) CIE Technical Report, CIE 184:2009 Indoor daylight illuminants, Vienne, 2009 (ISBN 978-3-901906-74-9, présentation en ligne)
- « Colorimétrie - Partie 2: Illuminants CIE normalisés », Afnor, no ISO/CIE 11664-2:2022,‎ septembre 2022 (lire en ligne )
- « Couleur - Colorimétrie - Caractéristiques colorimétriques des échantillons colorés : Partie 1 : définitions et principes fondamentaux d'évaluation », Afnor, no NF X 08-012-1,‎ septembre 2006 (lire en ligne )
- « Couleur - Colorimétrie - Caractéristiques colorimétriques des échantillons colorés : Partie 2 : considérations pratiques sur l'instrumentation et le mesurage par réflexion », Afnor, no FD X 08-012-2,‎ octobre 2015 (lire en ligne )
- « Méthode normalisée d'évaluation de la qualité spectrale des simulateurs de lumière du jour pour le jugement visuel et la mesure des couleurs », ISO, no ISO/CIE 23603:2005,‎ août 2005 (lire en ligne )

#### Monographies
- (en) János Schanda, Colorimetry : Understanding the CIE System, Hoboken, Wiley Interscience, 2007, 459 p. (ISBN 978-0-470-04904-4, LCCN 2007026256), « 3: CIE Colorimetry », p. 37–46
- Robert Sève, Science de la couleur : Aspects physiques et perceptifs, Marseille, Chalagam, 2009, « 2. Rayonnements et illuminants », p. 31-53
- (en) Jan-Peter Homann, Digital Color Management : Principles and Strategies for the Standardized Print Production, Springer, 2008
- R. W. G. Hunt et M. R. Pointer, Measuring Colour, Wiley, 2011 (ISBN 9781119975373 et 9781119975595, lire en ligne )

#### Répartition spectrale relative d'énergie de plusieurs illuminants normalisés
- Tous les illuminants rassemblés : (en) « Relative Spectral PowerDistributions of Illuminants » , sur onlinelibrary.wiley.com, tirés de Hunt & Pointer 2011
- Liste des données CIE en accès libre : « CIE tables of data », sur cie.co.at
- Illuminant A : (en) « Table of the CIE standard illuminant A, 1 nm wavelength steps. », sur cie.co.at
- Illuminant C : (en) « Relative spectral power distributions of CIE illuminant C », sur cie.co.at
- Illuminant D50 : (en) « CIE standard illuminant D50, 1 nm wavelength steps », sur cie.co.at

- Illuminant D55 : (en) « Relative spectral power distributions of CIE illuminant D55 », sur cie.co.at

- Illuminant D65 : (en) « CIE standard illuminant D65, 1 nm wavelength steps », sur cie.co.at
- Illuminant D75 : (en) « Relative spectral power distributions of CIE illuminant D75 », sur cie.co.at
- Illuminant ID50 : (en) « Relative spectral power distribution of the daylight indoor illuminant ID50 », sur cie.co.at, en lien avec CIE 184:2009

- Illuminant ID65 : (en) « Relative spectral power distribution of the daylight indoor illuminant ID65 », sur cie.co.at, en lien avec CIE 184:2009
- Illuminants FL : (en) « Relative spectral power distributions of illuminants representing typical fluorescent lamps », sur cie.co.at

- Illuminants HP : (en) « Relative spectral power distributions of high pressure discharge lamp illuminants », sur cie.co.at
- Illuminants LED : (en) « Relative spectral power distributions of illuminants representing typical LED lamps », sur cie.co.at